# Martha Genenger
Martha Ludowika Genenger, na haar huwelijk bekend als Martha Engfeld-Genenger, (Krefeld, 11 november 1911 – Moers, 1 augustus 1995) was een Duits zwemster, gespecialiceerd in de schoolslag.

## Biografie

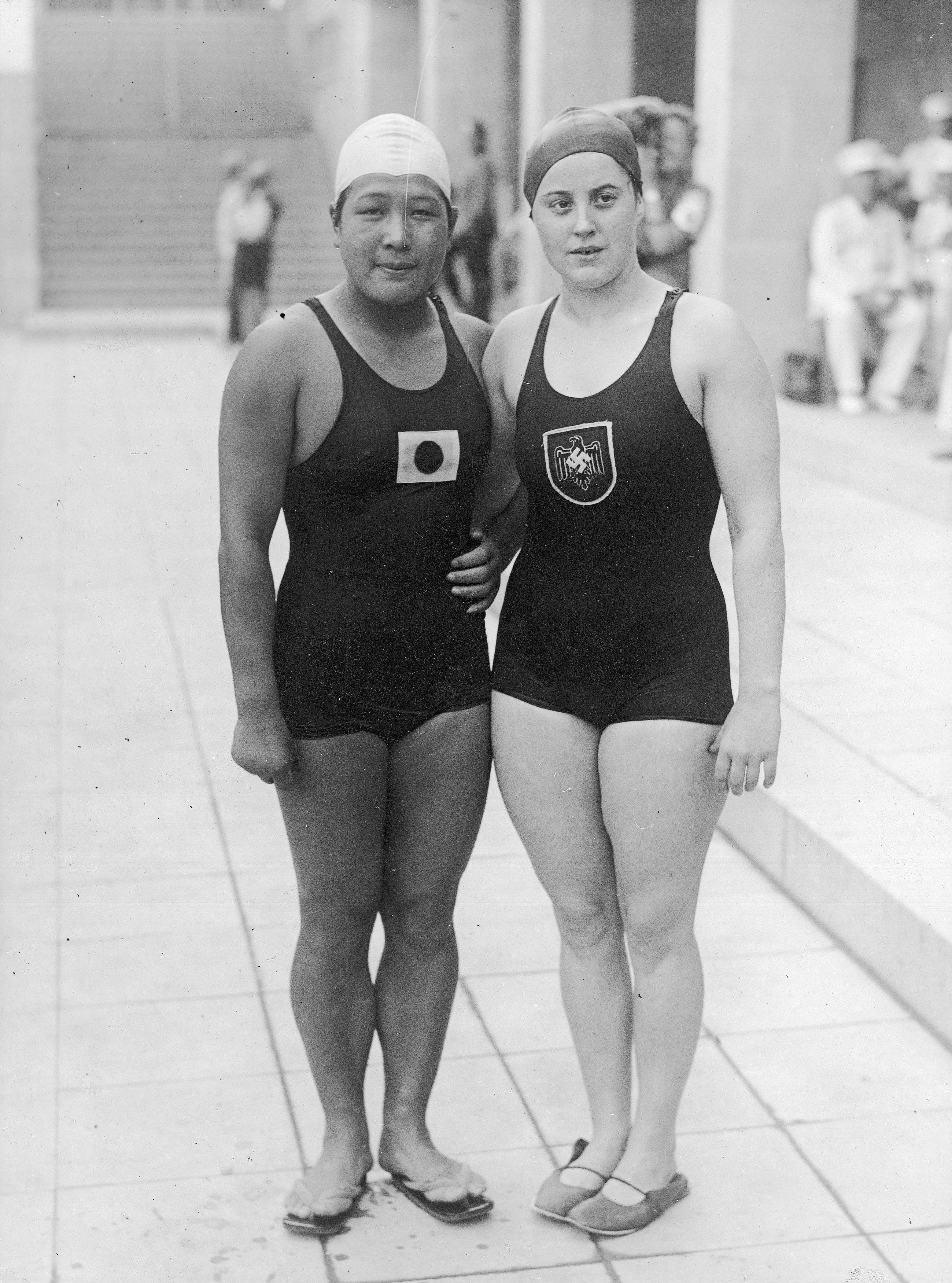
Hideko Maehata en Martha Genenger in 1936

Op de Europese kampioenschappen in Maagdenburg in 1934 werd ze Europees kampioene op de 200 meter schoolslag. Twee jaar later, op de Olympische Spelen in Berlijn, won ze de zilveren medaille op dezelfde afstand, achter de Japanse Hideko Maehata. Tijdens haar sportieve loopbaan zette ze twee wereldrecords en negen Duitse records op haar naam. Haar wereldrecord op de 400 meter schoolslag 6:12:2, onder de naam Martha Engfeld-Genenger tijdens internationale wedstrijden in Kopenhagen gezwommen  werd breed uitgemeten in de (Nederlandse) pers. Ze had het record met 5,6 seconden aangescherpt. Ze zwom daarmee een record van Hideko Maehata (6:24:8) uit 1933 uit de boeken. Ze werd drie keer Duits kampioen (1934, 1935 en 1936). Ze werd getraind door haar stiefvader.
In 1936 trouwde ze, en ze kreeg later twee dochters. Haar carrière liep vrijwel parallel aan die van Nazi-Duitsland. Tot haar dood woonde ze in Kapellen, een wijk in Moers, waar ze in 1967 de zwemafdeling van TV Kapellen 1919 oprichtte.

## Erelijst
- EK 1934, 200 m schoolslag
- OS 1936, 200 m schoolslag